# Trematosphaeria hydrela
Trematosphaeria hydrela är en svampart som tillhör divisionen sporsäcksvampar, och som först beskrevs av Rehm, och fick sitt nu gällande namn av Pier Andrea Saccardo. Trematosphaeria hydrela ingår i släktet Trematosphaeria, och familjen Melanommataceae. Arten är reproducerande i Sverige.